# 星ゆうこ
星 ゆうこ（ほし ゆうこ、8月7日生まれ）は、日本の演歌歌手。（本名と生年は非公表）所属レコード会社は徳間ジャパンコミュニケーションズ。所属事務所は星ミュージックオフィス。身長147cm。

## 来歴
福島県岩瀬郡天栄村出身。出生地にて3歳まで過ごす。その後、東京都板橋区で中学校1年まで過ごす。中学二年生より川越市に引っ越し現在に至る。
幼い頃から父の好きだった「都はるみ」の歌を聞き、その影響で自然に誰にも教わらずに「こぶし」を使って歌えるようになる。
現在は埼玉県川越市を拠点に活動する演歌歌手。所属レコード会社は徳間ジャパンコミュニケーションズ。
2014年7月にエイフォース・エンタテイメントより、自らの作詞で「めぐり逢い」c/w「明日の夢」でデビュー。
2021年2月徳間ジャパンコミュニケーションズより、移籍第一弾「みちのくの春」c/w「春ごよみ」でメジャーリリース。

## 略歴
「君こそスターだ！」に出演し、数々のカラオケ大会で優勝、入賞を繰り返し、2014年自らの作詞でエイフォースエンターティメントよりデビュー。

## TV出演
- 平成28年1月3日「演歌街道」（テレビ埼玉）に出演。
- 平成29年1月1日「安藤みゆき＆走裕介の歌の彩は」（テレビ埼玉、群馬テレビ、とちぎテレビ）に出演。
- 平成29年7月11日「山口ひろみ＆響悦子の歌謡音楽館」（テレビ埼玉、群馬テレビ）に出演。
- 平成29年8月3日「西川ひとみの歌日和」（BS12、群馬テレビ、テレビ埼玉）に出演。
- 令和４年4月16日「演歌街道」（テレビ埼玉）に出演。
- 令和５年3月19日「演歌街道」（テレビ埼玉）出演
- 令和5年4月2日「演歌街道」（テレビ埼玉）出演
- 令和6年2月群馬テレビ《演歌大好き》出演